# سالوادور لورل
سالوادور لورل (انگلیسی: Salvador Laurel؛ ۱۸ نوامبر ۱۹۲۸ – ۲۷ ژانویهٔ ۲۰۰۴) یک سیاست‌مدار اهل فیلیپین و از فوریه تا مارس ۱۹۸۶ نخست‌وزیر این کشور بود.